# Yuki Maki
Yuki Maki (巻 佑樹 Maki Yūki?, nacido el 26 de junio de 1984 en Uki, Kumamoto) es un exfutbolista japonés. Jugaba de delantero y su último club fue el Nagoya Grampus de Japón.

## Trayectoria

### Clubes
| Club            | País  | Año         |
| --------------- | ----- | ----------- |
| Nagoya Grampus  | Japón | 2007 - 2012 |
| Shonan Bellmare | Japón | 2011        |

## Estadística de carrera

### J. League
| Club                 | Año   | J. League | J. League | Copa J. League | Copa J. League | Total | Total |
| Club                 | Año   | Part.     | Goles     | Part.          | Goles          | Part. | Goles |
| -------------------- | ----- | --------- | --------- | -------------- | -------------- | ----- | ----- |
| Nagoya Grampus Eight | 2007  | 4         | 0         | 5              | 1              | 9     | 1     |
| Nagoya Grampus       | 2008  | 16        | 1         | 10             | 3              | 26    | 4     |
| Nagoya Grampus       | 2009  | 21        | 2         | 1              | 1              | 22    | 3     |
| Nagoya Grampus       | 2010  | 6         | 0         | 5              | 1              | 11    | 1     |
| Shonan Bellmare      | 2011  | 12        | 0         | -              | -              | 12    | 0     |
| Nagoya Grampus       | 2012  | 11        | 0         | 1              | 0              | 12    | 0     |
| Total                | Total | 70        | 3         | 22             | 6              | 92    | 8     |

## Palmarés

### Títulos nacionales
| Título    | Club           | País  | Año  |
| --------- | -------------- | ----- | ---- |
| J1 League | Nagoya Grampus | Japón | 2010 |